# Поздние американцы
Поздние американцы (англ. The Late Americans) — роман американского писателя Брэндона Тейлора 2023 года. Роман последовал за получившим признание критиков дебютом Тейлора «Реальная жизнь» в 2020 году, а также за его сборником рассказов «Грязные животные» (англ. Filthy Animals) 2021 года.

## Создание
Тейлор был вдохновлён на написание «Поздних американцев», одновременно борясь с давлением, направленным на то, чтобы превратить свой опыт странного чернокожего южанина в товар в своём искусстве. Роман начался как сатирический рассказ, вращающийся вокруг Симуса, персонажа, презирающего заметную роль политики идентичности в поэзии своих сверстников, который в конечном итоге стал центром первой главы романа. Хотя он написал и продал первый черновик книги в 2019 году, Тейлор чуть не отказался от проекта в 2021 году из-за того, что почувствовал, что застрял в своих описаниях характеров, и даже зашёл так далеко, что занялся плёночной фотографией в качестве замены писательству. Однако после разговора с актёром Ли Пейсом, с которым он познакомился через общего друга Джереми О. Харриса, Тейлор начал подходить к роману через призму того, заботится ли он о персонаже, давая Симусу работу и углубляя фокус романа на классовых вопросах.
Тейлор чувствовал себя обязанным написать роман, сосредоточенный на персонажах, отчасти из-за разочарования в современной художественной литературе, которая, по его мнению, часто отказывается от запоминающихся характеристик в пользу «атмосферы». Кроме того, Тейлор чувствовал себя обязанным написать роман, который был бы более явно классовым, чем «Реальная жизнь», поскольку обе книги представляют собой студенческие романы, непосредственно вдохновлённые его опытом в Мастерской писателей Айовы. Он сделал это как для того, чтобы его фокус не стал слишком узким, так и для того, чтобы ещё раз подчеркнуть, насколько его собственный студенческий опыт был основан на нестабильности, которую, по его мнению, многие критики упустили из виду при освещении его дебюта. Создавая структуру романа, Тейлор черпал вдохновение из «Своих-чужих» Энн Пэтчетт, «Утренней звезды» Карла Уве Кнаусгора и коротких рассказов Мейвис Галлант. Он также сравнил взгляд романа на «симфонию жизней» с произведениями Эмиля Золя.

## Содержание
Роман состоит из серии взаимосвязанных исследований персонажей, в которых рассказывается о группе студентов колледжа, живущих в Айова-Сити, когда они действуют в классе, отношениях, решениях о карьере и творческих целях. Каждая глава посвящена перспективе одного конкретного персонажа, хотя некоторые персонажи появляются повторно.

## Заглавие
Название «Поздние американцы» было навеяно размышлениями Тейлора, когда он получал степень магистра изящных искусств. «Всё это казалось очень сфальсифицированным и дешёвым», — объяснил он The Guardian. «Я помню, как однажды шёл домой и думал: «Как будто мы все находимся на музейной выставке под названием «Поздние американцы»». Сам Тейлор сравнил название с названием романа Генри Джеймса 1877 года «Американец», которого он назвал одним из своих любимых авторов. По словам Тейлора, слово «поздний» может относиться к смерти, опозданию или жизни на нынешней стадии позднего капитализма.

## Оформление
На обложке романа изображена обрезанная версия картины Логана Т. Сибрела «Чим Чмок». Тейлор объяснил свой выбор картины изданию Oprah Daily, заявив: «Для меня она передаёт настоящее чувство близости и тепла», и добавил, что изображение «может быть поцелуем, это может быть сердечно-лёгочная реанимация. Возможно, этот человек спит. Мне нравится, что могут быть разные интерпретации того, что кажется знакомой нежной сценой. Мне кажется, это очень соответствует роману».

## Критика
По данным агрегатора рецензий Book Marks, собравшего 31 рецензию, «Поздние американцы» получили «положительные» отзывы критиков. В статье для NPR Туи Дин похвалил книгу, сказав: «Тейлор ловко исследует миф о безграничных возможностях молодёжи, поскольку он проявляется перед лицом ограничений времени, пространства, классового и имущественного неравенства, ярко иллюстрируя жизни студентов Университета Айовы, получающих степень магистра как в искусстве, так и в областях STEM, пересекающиеся с  людьми, живущими в этом студенческом городке». В статье для The Washington Post Марк Атитакис похвалил взгляд Тейлора на студенческий роман, написав, что он «наблюдает за этой средой свежим взглядом» и обладает «глубоким» сочувствием к своим персонажам. В более неоднозначном обзоре Vox Констанс Грейди написала, что «по мере того, как мы по очереди углубляемся в сознание каждого персонажа, становится пугающе трудно отличить одного от другого». Кроме того, в откровенно отрицательном обзоре для Star Tribune Клод Пек раскритиковал роман за то, что он «дрейфует почти бессюжетно» среди набора персонажей.
Многие критики, независимо от их мнения о качестве романа в целом, высоко оценили изображение Тейлором персонажа Симуса и вопросов, которые он ставит. В «Нью-Йорк Таймс» Александра Джейкобс назвала его «лучшим из мусора», а в журнале «Harper’s Magazine» писательница Клэр Мессуд описала его как «держащего волнующий, медленный бас романа». Несмотря на менее поздравительный отзыв о книге, Пек написал: «Большие идеи, поднятые Симусом: обоснованно ли его осуждение сегодняшней проснувшейся академической культуры? Он ослеплён своей белизной? Своим сексизмом? Какова правильная роль современного художника? — наиболее сильно резонирует в разбросанном миксе».
Вскоре после выхода книга «Поздние американцы» стала предметом споров, когда Лора Миллер, писавшая для журнала Slate, раскритиковала её на том основании, что проза Тейлора не была такой привлекательной, как его более содержательное присутствие в социальных сетях. Миллер также раскритиковала роман за то, что он «легко воплощает стереотип «мастерской художественной литературы», то есть портреты персонажей и отношений, которые естественным образом принимают форму открытого рассказа». В одном из эпизодов подкаста Vulture Into It Тейлор ответил на отзыв Л. Миллер, сказав: «Это похоже на то, что происходит, когда мы ошибочно принимаем наши озабоченности за действительную критическую точку зрения».